# Port lotniczy Chios
Port lotniczy Chios (IATA: JKH, ICAO: LGHI) – port lotniczy położony na wyspie Chios, w Grecji.

## Linie lotnicze i połączenia
| Linia Lotnicza  | Kierunek                                                     |
| --------------- | ------------------------------------------------------------ |
| Aegean Airlines | 1. Ateny (od 29 października 2023)                           |
| Olympic Air     | 1. Ateny (do 29 października 2023) 2. Saloniki               |
| Sky Express     | 1. Ateny 2. Lemnos 3. Mitylena 4. Rodos 5. Samos 6. Saloniki |